# Collegium Fridericianum

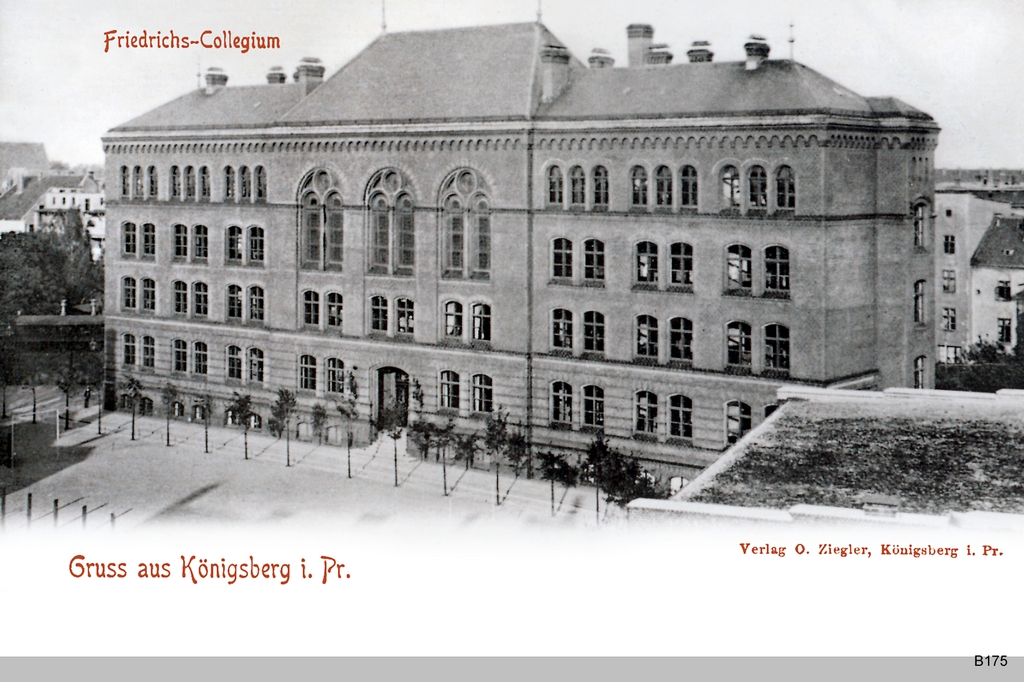
Fotografie budovy školy

Collegium Fridericianum (též Friedrichs-Kollegium nebo Friedrichskolleg) byla latinská škola ve východopruském Královci. Nazvána byla podle pruského krále Fridricha I.
Škola byla založena roku 1698 a stala se významným centrem pietismu ve východní Evropě. Mezi její studenty patřil Immanuel Kant.
Historická budova školy byla zničena roku 1944.